# Choreutis basalis
Choreutis basalis là một loài bướm đêm thuộc họ Choreutidae. Nó được tìm thấy ở miền đông Queensland, from Cape York to Yeppoon. Nó cũng hiện diện ở New Guinea và Indonesia.
Con lớn có cánh màu nâu đen, cánh trước có dải vàng vắt ngang, cánh sau có đốm vàng.
Ấu trùng ăn the foliage of Ficus species.